# 톰 아저씨의 오두막

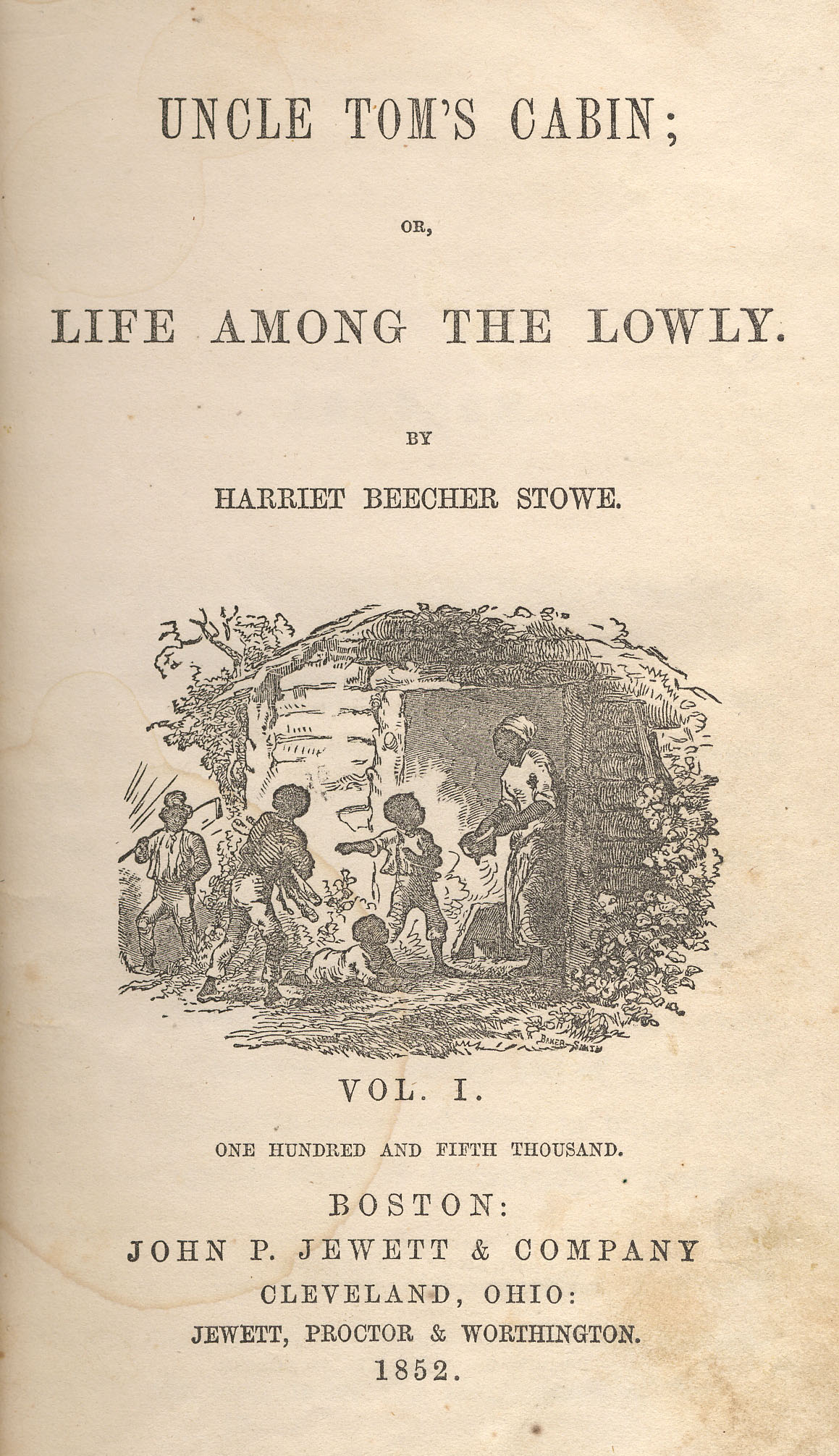
Boston: John P. Jewett and Company가 1852년에 출판하고, Hammatt Billings가 그린 삽화가 들어간 톰 아저씨의 오두막 (Uncle Tom's Cabin) 초판의 표지. 위 삽화의 등장인물은 클로에, 모세, 피트, 아기, 톰.

톰 아저씨의 오두막(Uncle Tom's Cabin)은 미국의 사실주의 작가이자 노예제 반대자인 해리엇 비처 스토(1811년-1896년)가 1852년에 발표한 대표작이다.

## 평가
이 소설은 노예제의 비참함을 자세하게 묘사하고 있어 노예제 반대론자와 찬성론자간의 평가가 극단적으로 갈려졌다. 반대론자들은 노예제의 비인간성을 고발하는 소재가 되었고, 찬성론자들에게는 "편견으로 가득찬 책"이었던 것이다. 폭력에 반대하다가 악마같은 노예주 레글리에게 구타당한 톰이 "비록 나의 몸은 당신에게 팔려 왔지만, 내 영혼만은 하느님의 것입니다."라고 외친 선언은 노예제에 대한 반대하는 작품의 성격을 잘 설명해준다. 미국 소설로는 처음으로 밀리언셀러가 된 책이다. 시인 랭스턴 휴즈는 이 소설을 두고 '미국 최초의 저항 소설'이라고 불렀다.
《National Era》라는 잡지에 처음으로 연재되었던 첫 장편 소설이며, 1850년에 발표된 도망 노예 단속 법안과 노예 제도에 대한 반발로 쓰여졌다. 해리엇은 아이들을 모두 재운 뒤 밤마다 이 소설의 집필에 매달렸다고 한다.

## 줄거리
켄터키주(州)의 지주 셸비 부부는 노예들에게는 마음씨 좋은 인물들이었다. 하지만, 셸비는 사업에 실패하고 막대한 빚을 져 농장을 빼앗길 위기에 처하자, 어쩔 수 없이 자신에게 충실하였던 노예 톰과, 혼혈 노예 엘리저의 다섯 살난 아들 해리를 노예상인에게 판다. 아들 해리와 헤어질 것을 알게 된 엘리저는 해리와 함께 도망치고, 해리의 아버지인 조지 해리스를 만나 평화주의 교회인 퀘이커공동체의 도움으로 무사히 캐나다에 당도한다. 한편 톰은 팔려가는 도중, 배가 강을 따라 내려갈 때, 같은 배의 승객인 에바의 생명을 구한다. 이것이 인연이 되어 그녀의 아버지 오거스틴 세인트 클레어에게 팔려가고, 그곳에서 한동안 행복하게 지낸다. 그러나 에바와 오거스틴이 사망하고 냉혹한 시몬 레글리에게 다시 팔려가서 레글리의 목화밭에서 심한 학대를 받는다. 톰은 레글리의 다른 노예인 캐시와 에믈린의 탈출을 도와주고 그로 인해 레글리로부터 죽임을 당한다. 톰이 죽기 직전 톰의 원래 주인인 셸비 부부의 아들 조지는 톰을 다시 사들이려고 찾아오지만, 톰은 결국 사망한다. 조지는 켄터키 본가로 돌아가 노예들에게 톰의 희생에 대해 알리고, 모든 노예를 풀어준다.

## 주인공
- 톰

흑인 노예. 정직하고 성실하며 신앙심이 깊다. 셸비 부부, 오거스틴, 에바에게 신임을 받지만 마지막 주인이 된 레글리에게 모진 학대를 당해 되찾으러 온 옛 주인 아들 조지의 눈 앞에서 사망하고 만다.
- 셸비 부부

톰의 첫 번째 주인. 마음이 착하고 성실하며 노예를 자유민처럼 대해주지만, 사업 실패로 어쩔 수 없이 톰을 팔게 된다.
- 조지 셸비

셸비 부부의 아들. 노예를 차별하지 않으며 톰이 팔리자, 매우 슬퍼한다. 성인이 된 뒤에는 톰을 데려오려 찾아 나섰다가 그의 비참한 죽음을 보게 된다. 결국 고향으로 돌아와 노예들을 해방시킨다.
- 에바 세인트클레어

오거스틴의 딸로, 마음씨가 착하고 귀엽다. 모든 노예들에게 친절하고 노예들의 불행을 가슴 아파하며 톰을 좋아한다. 몸이 약해 어린 나이에 사망한다.
- 오거스틴 세인트클레어

톰의 두 번째 주인이자 에바의 아버지. 뉴올리언스의 부자 신사로 너그럽고 인자하다. 톰을 무척 신임하여 자유를 주려고 약속하나, 갑작스러운 사망으로 인해 약속을 지키지 못한다.
- 일라이저

셸비 부인이 아끼는 혼혈 노예. 조지 해리스와 결혼하여 해리를 낳지만 셸비 부부가 해리를 판 사실을 알고는 밤중에 해리를 데리고 도망친다.
- 사이먼 레글리

톰의 마지막 주인. 북부 출신으로 성격이 냉혹하며 노예를 짐승 취급한다. 성실하고 신앙심 깊은 톰을 미워하여 온갖 학대를 일삼는다. 결국 톰이 사망하고 나서는 톰과 다른 노예들의 유령들에 시달리면서 폐인이 된다. 
- 조지 해리스

톰과 레글리

혼혈 노예로 엘리저의 남편. 매우 똑똑하며 잘생겼다. 비참한 노예 생활을 못 견뎌 자유를 찾아 도망을 치면서 노예상인의 패거리들과 맞서 싸우고, 가족들하고 다시 만나 캐나다로 떠난다.

## 차례
- 1장 인정 있는 인간
- 2장 이라이저와 조지
- 3장 톰 아저씨
- 4장 결정의 시간
- 5장 발견
- 6장 일라이저의 도망
- 7장 인간적인 정치가
- 8장 톰의 마지막 날 아침
- 9장 노예 시장
- 10장 퀘이커 교도
- 11장 에반젤린
- 12장 톰의 새 주인
- 13장 남부 여주인의 생각
- 14장 자유를 위한 투쟁
- 15장 세인트 클레어 저택에서의 생활
- 16장 꽃이 시들다
- 17장 죽음
- 18장 희망의 죽음
- 19장 보호받지 못한 자
- 20장 다시 팔려 가다
- 21장 어두운 곳
- 22장 목화밭
- 23장 캐시
- 24장 계획
- 25장 영웅
- 26장 젊은 방문자
- 27장 재회
- 28장 클로에의 슬픔

## 같이 보기
- 남북 전쟁의 원인